# Sheila Raynor
Sheila Raynor (15 de marzo de 1906 - 17 de febrero de 1998) fue una actriz británica.
Uno de sus papeles notables fue el de la madre de Alex (Malcolm McDowell) en A Clockwork Orange. 

## Filmografía
- They Knew Mr. Knight (1946)
- The Huggetts Abroad (1949)
- Wings of Danger (1952)
- Three Men in a Boat (1956)
- Violent Playground (1958)
- Room at the Top (1959)[2]
- Man in the Wilderness (1971)
- La Naranja Mecánica (1971)
- Demons of the Mind (1972)
- The Omen (1976)